# Achrysocharoides marylandi
Achrysocharoides marylandi är en stekelart som först beskrevs av Girault 1917.  Achrysocharoides marylandi ingår i släktet Achrysocharoides och familjen finglanssteklar. Inga underarter finns listade i Catalogue of Life.